# Wereldkampioenschap MX3 2006
Het Wereldkampioenschap motorcross MX3 2006 bestaat uit 14 Grote Prijzen; elke Grote Prijs bestaat uit twee reeksen van 30 minuten + 2 ronden. De eerste twintig rijders in elke reeks krijgen punten voor het wereldkampioenschap volgens de verdeling:
- winnaar: 25 punten
- 2e: 22
- 3e: 20
- 4e: 18
- 5e: 16
- 6e tot en met 20e: 15 tot en met 1 punt.

Alle reeksen tellen mee voor de eindrangschikking.
De winnaar van een Grote Prijs is de rijder met de meeste punten in de beide reeksen. Bij gelijke stand wint de rijder met de meeste punten in de tweede reeks.
De zware MX-3 klasse staat wat betreft de media-belangstelling in de schaduw van de MX1- en MX2-klassen. De MX3-wedstrijden vinden plaats op andere circuits; in 2006 wordt zo tweemaal Nederland en Italië aangedaan, maar België wordt overgeslagen.
Titelverdediger is de Belg Sven Breugelmans. Daarnaast is de Fransman Yves Demaria, wereldkampioen in 2004 en tweede in 2005, een grote favoriet voor de wereldtitel. Beiden zijn KTM-rijders; KTM is het enige merk met een officieel team in de MX3. De derde uit het WK 2005, de Zwitser Julien Bill, rijdt in 2006 in de MX1-klasse.

## Kalender en reekswinnaars
Klik op de naam van de Grote Prijs voor meer informatie en een gedetailleerde uitslag.
| Datum      | Grote Prijs | Plaats               | Winnaar eerste reeks | Winnaar tweede reeks | Winnaar Grote Prijs |
| ---------- | ----------- | -------------------- | -------------------- | -------------------- | ------------------- |
| 02/04/2006 | Frankrijk   | Castelnau-de-Lévis   | Yves Demaria         | Yves Demaria         | Yves Demaria        |
| 09/04/2006 | Spanje      | Talavera de la Reina | Yves Demaria         | Enrico Oddenino      | Yves Demaria        |
| 23/04/2006 | Italië      | Cingoli              | Cristian Beggi       | Yves Demaria         | Yves Demaria        |
| 07/05/2006 | Hongarije   | Nyáregyháza          | Sven Breugelmans     | Sven Breugelmans     | Sven Breugelmans    |
| 21/05/2006 | Duitsland   | Reutlingen           | Marc Ristori         | Yves Demaria         | Marc Ristori        |
| 25/05/2006 | Nederland   | Rhenen               | Sven Breugelmans     | Sven Breugelmans     | Sven Breugelmans    |
| 04/06/2006 | Zweden      | Tomelilla            | Yves Demaria         | Yves Demaria         | Yves Demaria        |
| 11/06/2006 | Kroatië     | Mladina              | Sven Breugelmans     | Yves Demaria         | Yves Demaria        |
| 18/06/2006 | Slovenië    | Orehova Vas          | Sven Breugelmans     | Yves Demaria         | Yves Demaria        |
| 02/07/2006 | Nederland   | Markelo              | Cristian Beggi       | Cristian Beggi       | Cristian Beggi      |
| 09/07/2006 | Italië      | Faenza               | Cristian Beggi       | Cristian Beggi       | Cristian Beggi      |
| 16/07/2006 | Letland     | Kegums               | Cristian Beggi       | Sven Breugelmans     | Cristian Beggi      |
| 30/07/2006 | Bulgarije   | Samokov (1)          | Enrico Oddenino      | Cristian Beggi       | Enrico Oddenino     |
| 03/09/2006 | Zwitserland | Roggenburg           | Marc Ristori         | Marc Ristori         | Marc Ristori        |

(1) Gewijzigde startplaats; oorspronkelijk was Sevlievo voorzien.

## Eindstand van het wereldkampioenschap
| Plaats | Naam             | Land | Punten |
| ------ | ---------------- | ---- | ------ |
| 1      | Yves Demaria     | FRA  | 560    |
| 2      | Sven Breugelmans | BEL  | 547    |
| 3      | Cristian Beggi   | ITA  | 474    |
| 4      | Marc Ristori     | SUI  | 455    |
| 5      | Enrico Oddenino  | ITA  | 380    |
| 6      | Martin Žerava    | CZE  | 295    |
| 7      | Sašo Kragelj     | SLO  | 283    |
| 8      | Jan Zaremba      | CZE  | 269    |
| 9      | David Cadek      | CZE  | 248    |
| 10     | Vincent Collet   | BEL  | 220    |